# Ucrânia dos Cárpatos
```
   |-
       |
Erro:
:  
valor não especificado para "
nome_comum
"
```

Ucrânia dos Cárpatos ou Cárpato-Ucrânia (em russo:  Карпа́тская Украи́на; em ucraniano:  Карпатська Україна, transl. Karpatska Ukraina) foi uma região autônoma, dentro da Segunda República Tchecoslovaca, criada em dezembro de 1938 e renomeada de Rus' Subcarpática, cuja plena autonomia administrativa e política foi confirmada pela lei constitucional de 22 de novembro de 1938.
20 anos antes, pelo Tratado de Trianon de 1920, a região, que historicamente pertencera à Hungria, havia sido separada do Reino da Hungria e anexada à recém-criada Tchecoslováquia. Posteriormente, a Hungria havia buscado a revisão do Tratado de Trianon e a restauração de suas fronteiras históricas.
Em 2 de novembro de 1938, a Primeira Concessão de Viena separou territórios da Tchecoslováquia, incluindo a Rus' dos Cárpatos do sul, que eram em sua maioria povoados por húngaros, e os devolveu à Hungria.
Após a dissolução da Segunda República Tchecoslovaca, a Ucrânia dos Cárpatos, em 15 de março de 1939, proclamou-se uma república independente, liderada pelo presidente Augustin Voloshin, que apelou a Hitler por reconhecimento e apoio.
A Alemanha nazista não respondeu, e o Estado de curta duração foi invadido pelo Reino da Hungria, esmagando toda a resistência local em 18 de março de 1939.
A região permaneceu sob controle húngaro até o fim da Segunda Guerra Mundial na Europa, após a qual foi ocupada e anexada pela União Soviética. O território é agora administrado como o Oblast da Transcarpátia.